# Bures-sur-Yvette
Bures-sur-Yvette là một xã ở tỉnh Essonne thuộc vùng Île-de-France miền bắc nước Pháp.
Danh xưng cư dân địa phương Bures-sur-Yvette trong tiếng Pháp là Buressois.
Theo điều tra dân số năm 1999, dân số xã này là 9.679 người. Ước tính dân số năm 2006 là 9.994.